# Juan de Médici niño
El Retrato de Juan de Médici niño (c. 1545) es un óleo sobre tabla del artista florentino Agnolo Bronzino. Se exhibe en la Galería de los Uffizi en Florencia.

## Origen
Este retrato de Juan de Médici fue pintado para su padre, Cosme I de Médici, Gran Duque de la Toscana. Bronzino era el pintor oficial de la corte de los Médici desde 1532 y realizó numerosos retratos del duque y su familia. Alrededor de 1545 también pintó a los padres en Retrato de Cosme I de Médici y Retrato de Leonor de Toledo, así como en 1545 o 1546, Leonor de Toledo con su hijo.

## Descripción y análisis
Otro título habitual para la obra es Retrato de Juan de Médici niño con un jilguero. La pintura se ejecutó en algún momento entre 1544 y 1545, basado en la edad del niño. Juan nació en septiembre de 1543 y este retrato le describe a la edad de dieciocho meses. Plasmado con gran detalle, viste un jubón rosado con bordados de oro y forro blanco, visible en el cuello vuelto. Un lujoso producto de las fábricas de seda florentinas que Cosme impulsaba en esos años. Sujeta en la diestra un jilguero, el cual era un símbolo crístico, pues una leyenda piadosa medieval contaba que el color rojo de su cabeza se debió a intentar arrancar las espinas de la corona de Cristo durante la Pasión. Durante la Edad Media y el Renacimiento fue habitual en pinturas religiosas en Italia en alusión a la futura Crucifixión. Al cuello, el niño lleva una larga cadena de oro con amuletos colgando, como una bula y un coral rojo, para protegerlo del mal de ojo. Se creía que el coral rojo protegía la salud de bebés y niños pequeños.
A diferencia de otros retratos de Bronzino cuyos modelos aparecen con un desdén distante, aristocrático, el retrato de Juan es animado y cercano. Los retratos de los otros hijos de Cosme los representan con los mismos rostros impasibles que los adultos. No muestran nada de la personalidad de los niños y están muy serios. La mayoría de los retratos tienen el cuerpo casi de frente, con un ligero giro de tres cuartos de la cabeza hacia la izquierda. Miran al espectador y los fondos son oscuros y neutros. El retrato de Juan es bastante diferente. Describe al niño de casi dos años de manera alegre y realista, con una descripción cuidadosa de la morfología del pequeño. A diferencia de los retratos de los otros hijos del duque, aparece hasta las rodillas y casi de frente, apenas con un leve giro a la izquierda. El niño está sentado en un banco de madera castaño oscuro, con un fondo liso verde oscuro que contrasta con su ropa, un jubón rosado y calzas rojas que es el mismo color que su amuleto de coral. Es una representación natural de la primera infancia, con su cara y dedos regordetes. Dos de sus dientes de leche están asomando, y se alzan mechones en su cabello claro y fino, realzando su encantadora expresión, la de un niño pequeño y alegre que sonríe y mira al espectador. Juan era el cuarto hijo y segundo varón de los hijos del duque, y fue retratado de manera diferente de sus hermanos porque su padre tenía objetivos diferentes para su vida. Como era tradicional entre la nobleza, el segundón era destinado al estado eclesiástico, y a ello alude el color rojizo de su atuendo, así como probablemente también el jilguero: Juan fue nombrado cardenal a la edad de diecisiete años. El joven cardenal le encargaría a Bronzino un retrato alegórico, titulado Retrato de Juan de Médici como san Juan Bautista, pintado entre 1560 y 1562.
Se decía que un mes después de su nacimiento, era “hermoso y regordete” (bello e grasso) y “como un ángel del Paraíso”. En 1547, fue descrito como “el niño más guapo y más feliz…” lo que ciertamente capta este encantador retrato.